# Echinger Lohe
Koordinaten: 48° 17′ 58″ N, 11° 38′ 37″ O

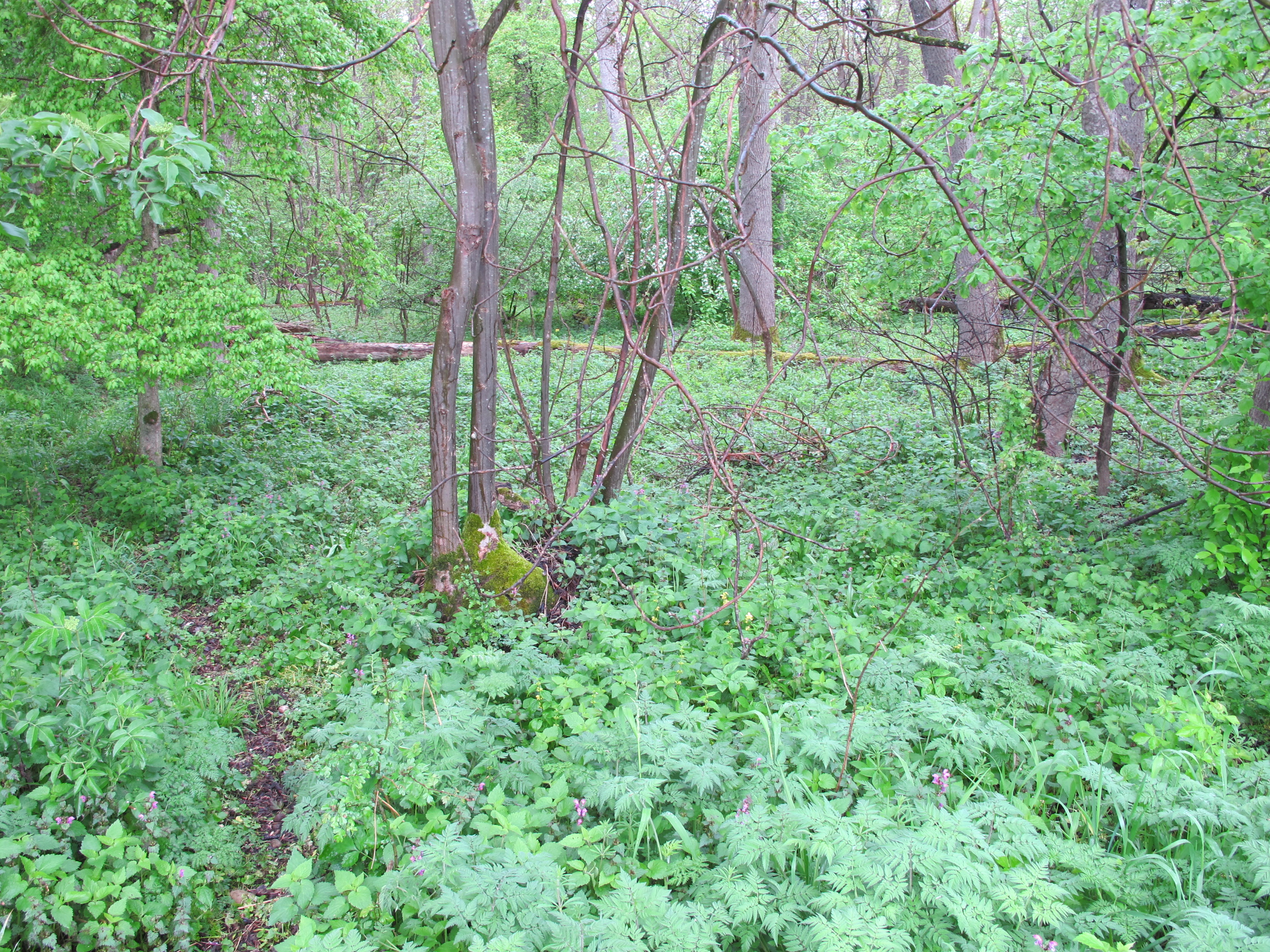
Der Lohwald im Mai 2014

Das Naturschutzgebiet Echinger Lohe befindet sich in der Münchner Schotterebene auf dem Gebiet der Gemeinde Eching im Landkreis Freising. Es hat eine Größe von 23,8 ha, ist eingetragen unter NSG-00044.01 und besteht als Naturschutzgebiet seit 1951. Die Fläche wurde 1978 als Naturwaldreservat ausgewiesen.

## Beschreibung
Es handelt sich um einen artenreichen Mischwald aus Eichen, Hainbuchen, Ulmen, Eschen und Ahorn; am Waldrand Schlehenhecken. Viele seltene und geschützte Pflanzen- und Tierarten haben hier einen Lebensraum. Die Echinger Lohe war einmal ein Teil eines breiten Lohwaldgebietes zwischen Heidegebieten und Mooslandschaft. Das Waldstück blieb erhalten, weil im staatlichen Besitz; Forstwirtschaft ist in diesem Schutzgebiet untersagt. Ursprünglich handelte es sich um einen Hudewald, in den Rinder und Schweine zur Nahrungssuche getrieben wurden.
Das Naturschutzgebiet Garchinger Heide schließt sich knapp einen halben Kilometer in südöstlicher Richtung an (das Naturschutzgebiet selbst, zusätzlich Erweiterungs- und Pufferflächen); ein Biotopverbund wird angestrebt.
Im Jahr 2022 wurde der Weg durch die Echinger Lohe gesperrt. Grund hierfür ist das Eschentriebsterben, welches die Eschen in der Lohe stark beschädigte.